# 肉鬆

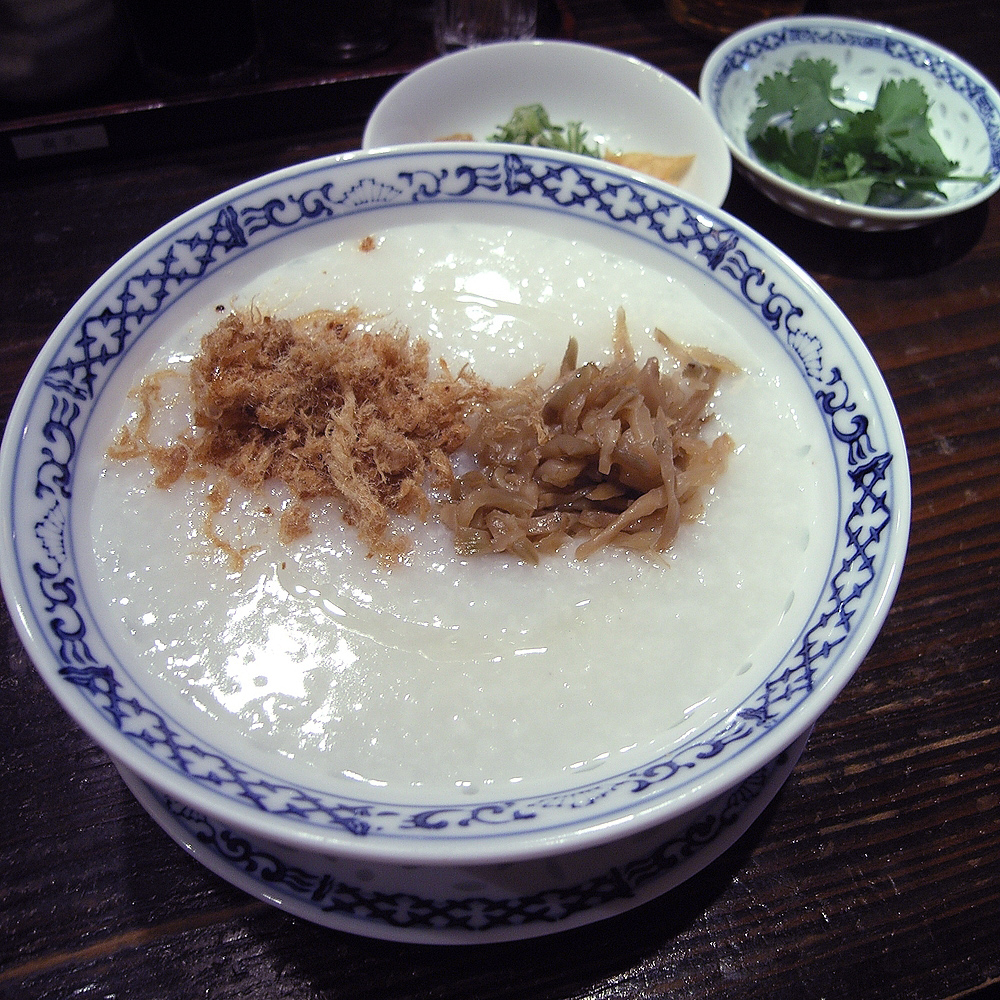
肉松拌粥

肉鬆或称肉酥、肉绒，通常是用猪的瘦肉或鱼肉、鸡肉持續乾炒除去水分后而製成的。肉松起源于中国，且在亞洲范围内也是一种特别常見的小吃，特別是在大中華地區如中國大陸及香港、澳門、台灣，以及日本、泰國、馬來西亞、新加坡、緬甸、越南等一些國家也能经常看到。

## 材料
一般的肉松都是磨成了末状物，适合儿童食用，更講究一點的商家會加入芝蔴、海苔。将肉松拌进粥裡或蘸饅頭食用。素食者也經常使用大豆蛋白製成的素香鬆來拌粥。
在中國江南地區、香港、台灣也會當材料加入粢飯。
台灣常見的台式麵包裡面，也有抹上沙拉再沾肉鬆的肉鬆麵包。
在日本稱作でんぶ(漢字:田麩)，多用魚肉製成，最具代表性的就是「桜でんぶ」，是用鯛魚、鱈魚等白肉魚，與酒、糖等調味品，並加入粉紅色食用色素，所做成的粉紅色魚鬆，象徵著櫻花。
在緬甸，有用蝦肉弄的蝦鬆。
在越南，除了用豬、牛、雞、魚以外，還用青蛙肉作肉鬆的。